# 贝卡里亚广场
43°46′14.82″N 11°16′14.64″E / 43.7707833°N 11.2707333°E

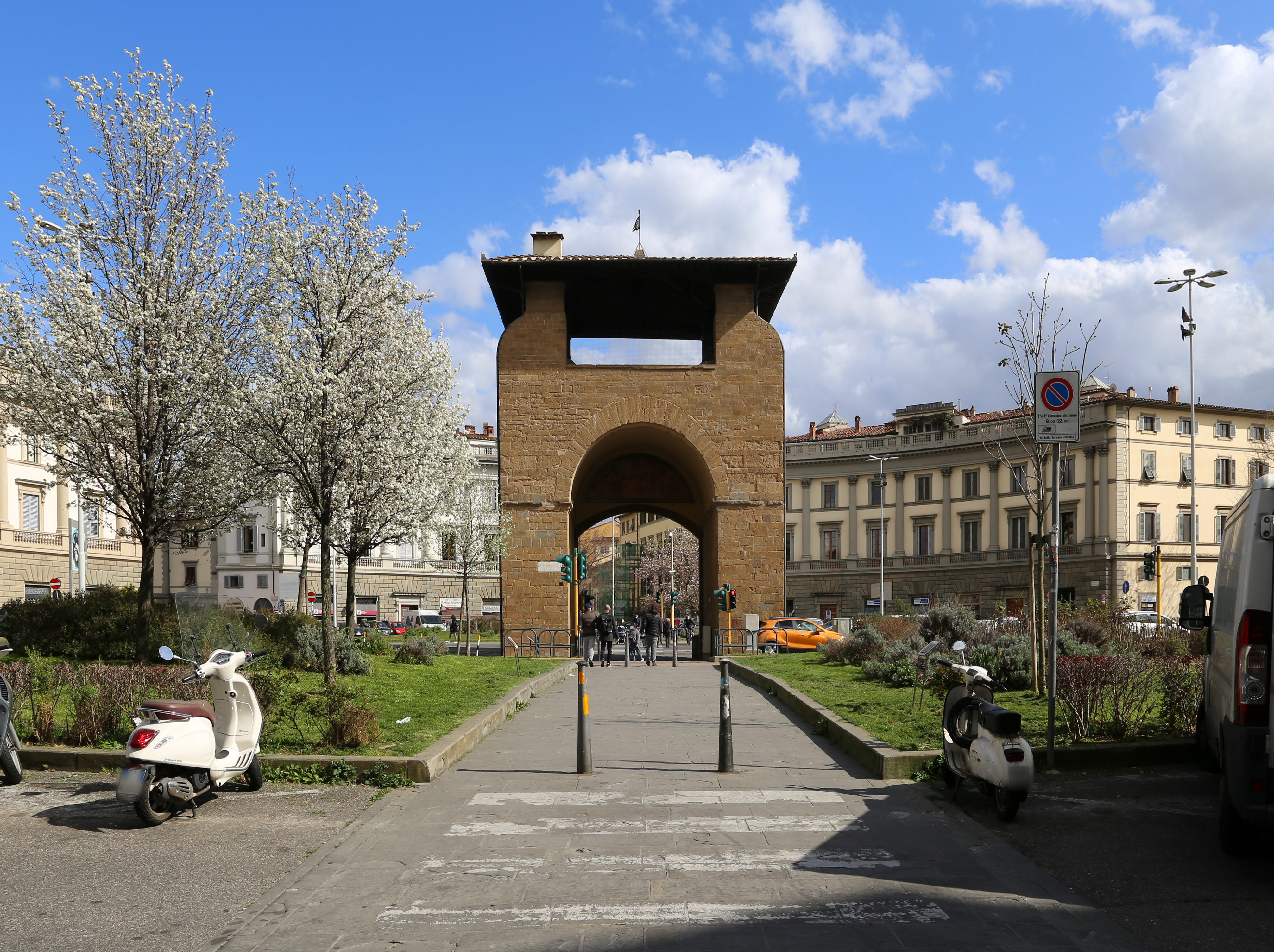
十字架门

贝卡里亚广场（Piazza Cesare Beccaria）是佛罗伦萨的一个广场，广场上有十字架门。
贝卡里亚广场由朱塞佩·波吉设计，位于拆除城墙形成的环形林荫大道上，开辟于19世纪，佛罗伦萨充当意大利首都期间。原本命名为十字架广场，1876年以贝卡里亚侯爵命名。
广场周边是一些新古典主义建筑，在青年意大利大街和阿门多拉大街之间，为国家档案馆。
2003年到2004年，广场地下建成三层停车场。

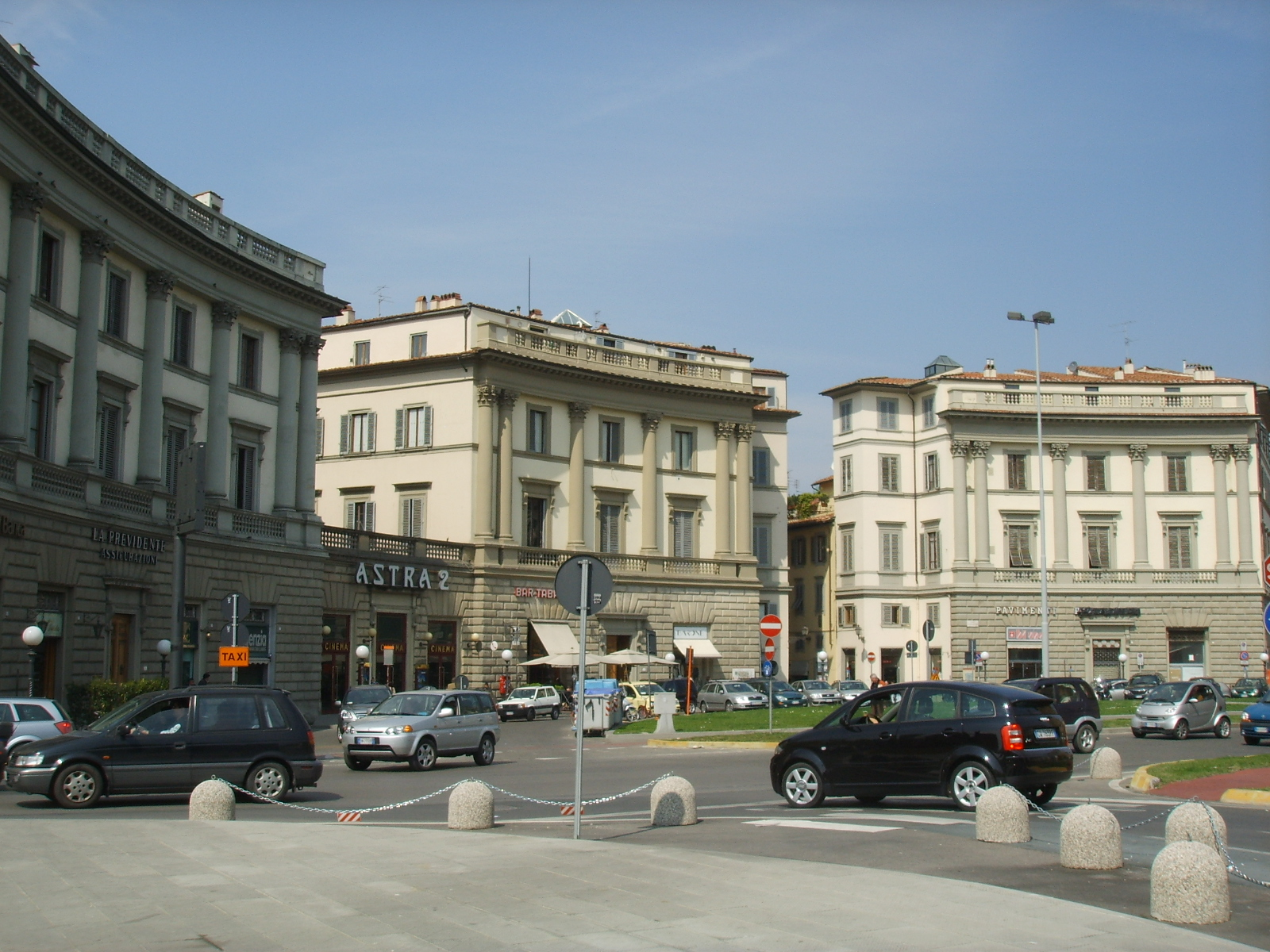
建筑
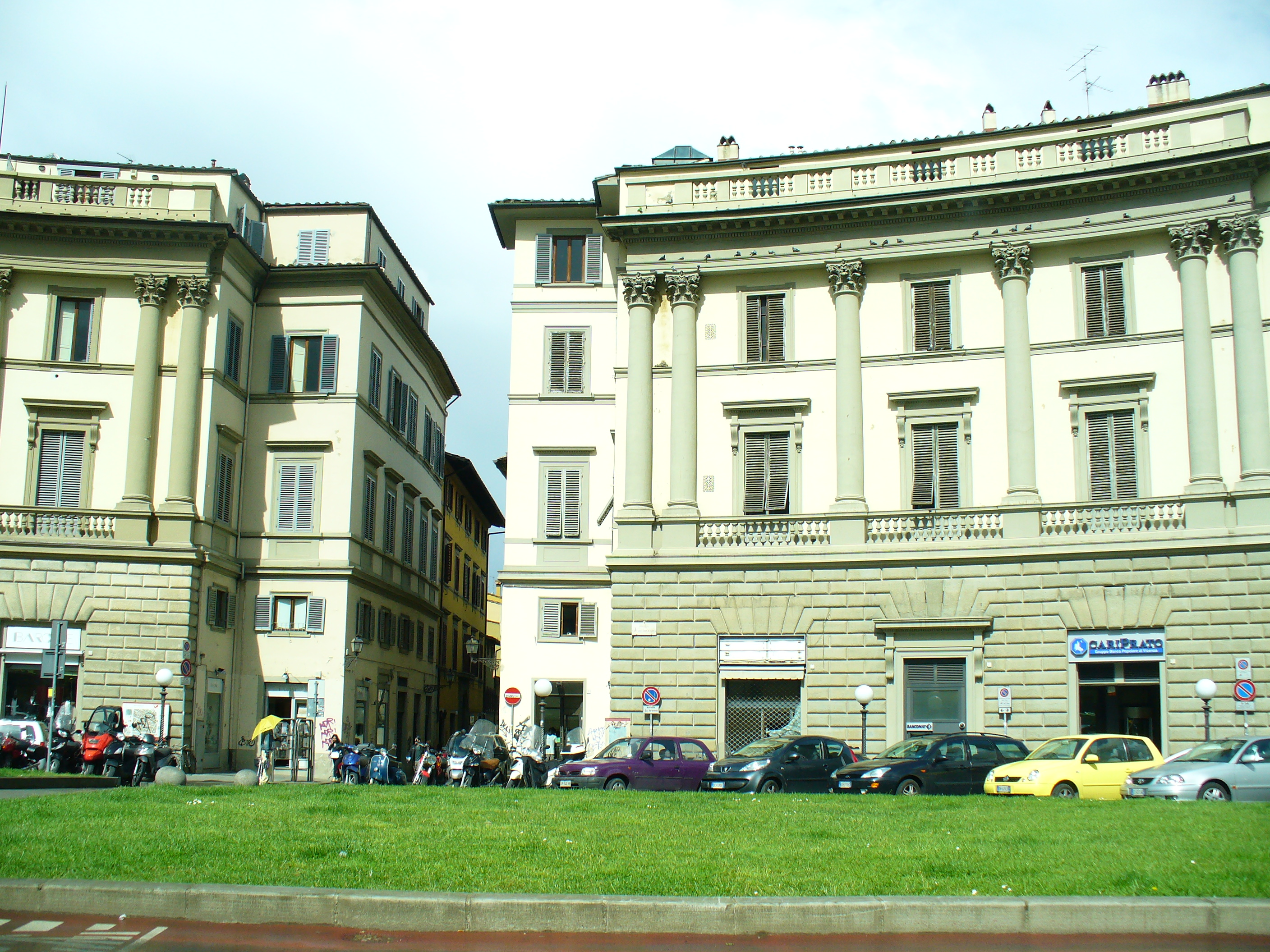
建筑
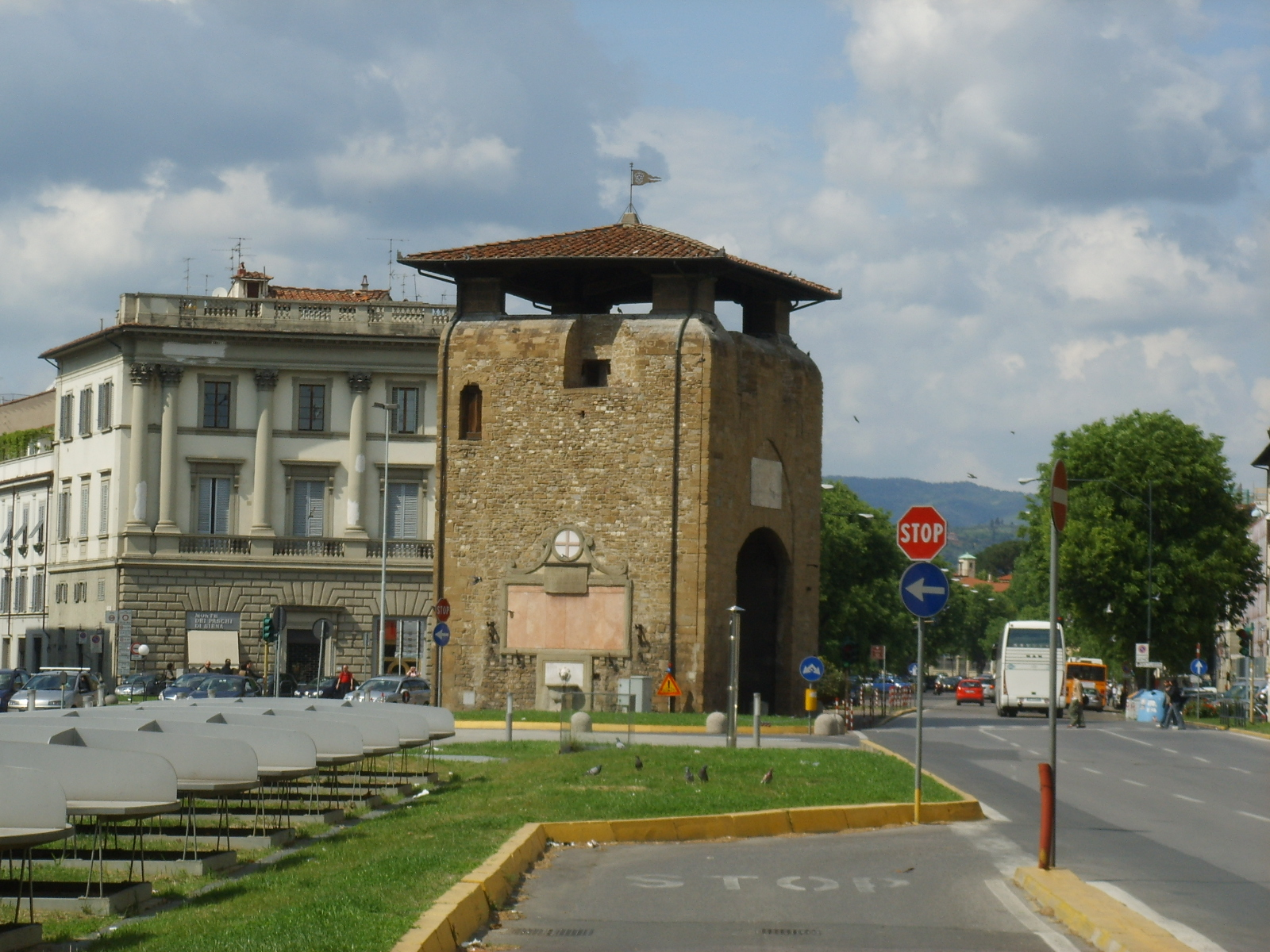
十字架门
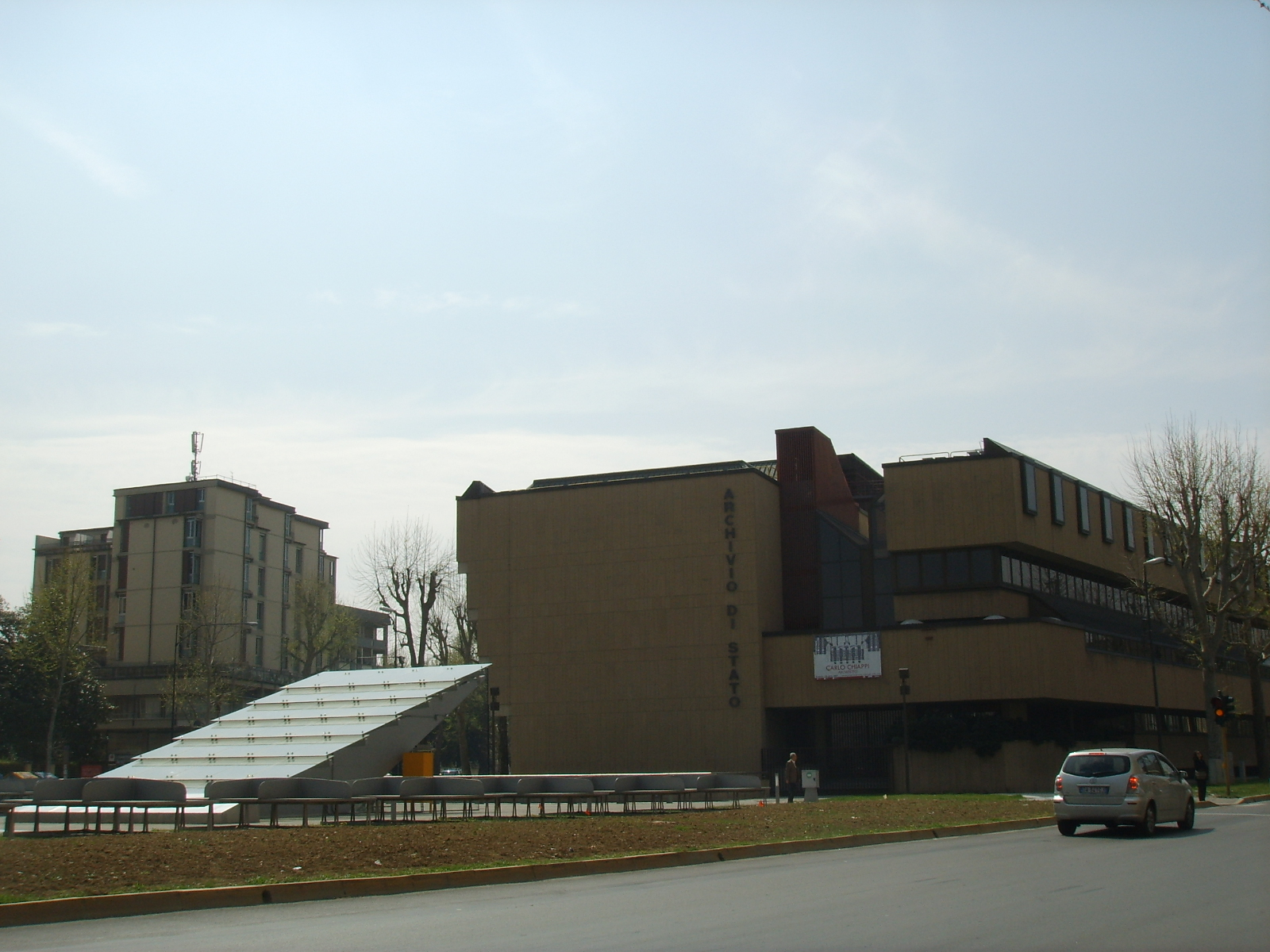
国家档案馆